# Сам Хътчинсън
Самюъл Едуард „Сам“ Хътчинсън (на английски: Samuel Edward „Sam“ Hutchinson) е английски футболист, роден на 3 август 1989 г. в Слоу, Англия. Играе за ФК „Челси“.

## Кариера
Цел номер едно през сезон 2009/10 за Сам ще е през кампанията да не го съпътстват контузии, както предишните два сезона. Защитникът имаше сериозни проблеми с коляното, като се наложи операция и консултации в САЩ.
Хътчинсън дебютира за „сините“ като резерва в последния шампионатен мач срещу Евертън през сезон 2006/07.
След това Сам бе част от предсезонната подготовка на първия отбор в САЩ, а бившия мениджър Жозе Моуриньо заяви, че Хътчинсън е бъдеща част от състава на Челси.
След 5 участия за резервите през 2007/08, Сам се контузва и сезона за него свършва. Следва период на възстановяване, който продължава до средата на миналия сезон, като Сам записва едва 6 мача.
Той е капитан на резервния отбор, може да играе на десния бек, както и в центъра на отбраната. Сам се присъединява към Академията на 9 години, а през август 2007 подписва 4-годишен договор с клуба.
През 2010 Хътчинсън прекратява кариерата си като футболист, поради тежка контузия в коляното.
На 17 юли 2011 се връща във футбола, след като преодолява травмата си. На 1 декември подписва с Челси.